# Kazuki Kijima
Kazuki Kijima (japanisch 鬼島 和希 Kijima Kazuki; * 29. August 1998 in der Präfektur Chiba) ist ein japanischer Fußballspieler.

## Karriere
Kazuki Kijima erlernte das Fußballspielen in der Jugendmannschaft von Kashiwa Reysol sowie in der Universitätsmannschaft der Juntendo University. Seinen ersten Profivertrag unterschrieb er am 1. Februar 2021 bei Azul Claro Numazu. Der Verein aus Numazu, einer Hafenstadt in der Präfektur Shizuoka auf Honshū, spielte in der dritten japanischen Liga, der J3 League. Sein Drittligadebüt gab Kazuki Kijima am 21. März 2021 (2. Spieltag) im Heimspiel gegen den FC Imabari. Hier stand er in der Startelf und wurde in der 76. Minute gegen Ryōma Kita ausgewechselt.